# Efekty zewnętrzne
Efekt zewnętrzny (ang. externality) – zjawisko w ekonomii polegające na przeniesieniu części kosztów lub korzyści wynikających z działalności jednego podmiotu gospodarczego na podmioty trzecie bez odpowiedniej rekompensaty (nieuwzględnienie ich w cenach). Zazwyczaj jest to uboczny skutek działalności danego podmiotu gospodarczego, którego konsekwencje (pozytywne bądź negatywne) ponosi szersze grono odbiorców niezależnie od swojej woli.
Efekty zewnętrzne powstają, gdy podmiot gospodarczy prowadzi działania wywierające wpływ na sytuację innych podmiotów, które nie są odpowiednio rekompensowane. Prowadzą one np. do nadmiernej wielkości produkcji dóbr w przypadku negatywnych efektów zewnętrznych lub niedostatecznej wielkości produkcji dóbr w przypadku pozytywnych efektów zewnętrznych. Efekty zewnętrzne istnieją, gdy część kosztów produkcji (tzw. koszty zewnętrzne) ponoszą lub część korzyści (tzw. korzyści zewnętrzne) odnoszą podmioty nie uczestniczące bezpośrednio w procesie wymiany. Oznacza to, że cena przestaje być  efektywnym parametrem kształtowania się równowagi rynkowej.
Przykładem pozytywnego efektu zewnętrznego są działania tworzące dobra publiczne, takie jak udostępnianie informacji, czy podnoszenie lokalnego poziomu bezpieczeństwa lub zdrowia. Przykładami negatywnych efektów zewnętrznych są zanieczyszczenia środowiska lub hałas, jakie generuje np. zakład produkcyjny.
Efekty zewnętrzne są jedną z przyczyn istnienia zawodności rynku. Podmiot gospodarczy, którego działalność jest źródłem efektów zewnętrznych, nie ma motywacji do uwzględniania ich wpływu na innych. Pozostawiony sam sobie wytwarza zbyt wiele negatywnych oraz zbyt mało pozytywnych efektów zewnętrznych.

## Krańcowe koszty zewnętrzne
Krańcowe koszty zewnętrzne (ang. marginal externality costs, MEC) oznaczają wzrost kosztów dla przedsiębiorstwa lub jednostki spowodowany zewnętrznie wówczas, gdy inne przedsiębiorstwa zwiększą wielkość produkcji o jednostkę. Zanieczyszczanie środowiska jest przykładem kosztów zewnętrznych. 

## Krańcowekoszty społeczne

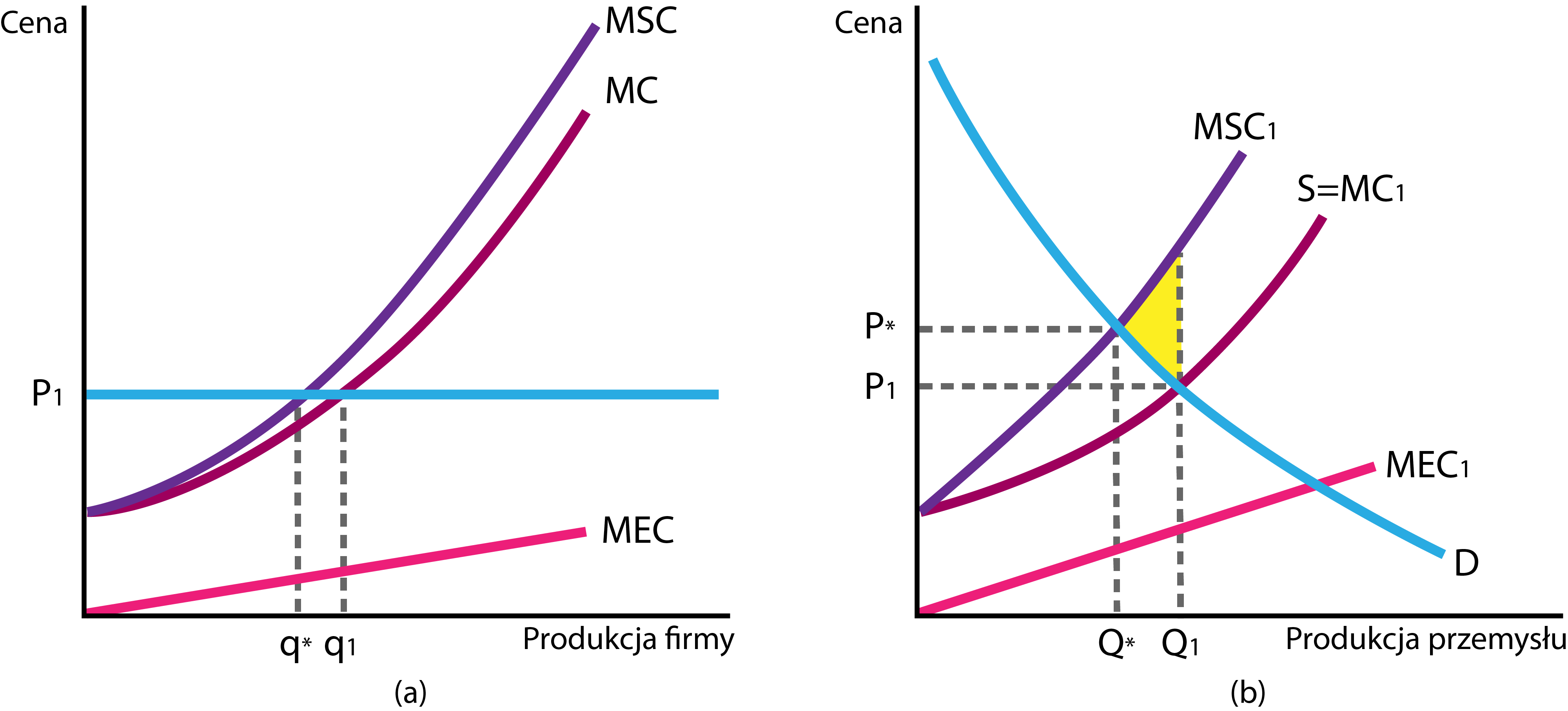
Oddziaływanie kosztów zewnętrznych na sytuację przedsiębiorstwa (a) i rynku (b)

Krańcowe koszty społeczne (marginal social costs, MSC) są sumą prywatnych kosztów krańcowych (marginal costs, MC) przedsiębiorstwa i krańcowych kosztów zewnętrznych (MEC). 
Jeśli istnieją koszty zewnętrzne (np. zanieczyszczenie wody niezbędnej do procesu produkcyjnego), to krańcowe koszty społeczne (MSC) są wyższe od prywatnych kosztów krańcowych (MC). Różnicą między nimi są krańcowe koszty zewnętrzne (MEC). 
Część (a) rysunku przedstawia przedsiębiorstwo maksymalizujące zysk, którego wielkość produkcji wynosi q1 i cena równa się kosztowi krańcowemu (P1 = MC). Społecznie efektywna wielkość produkcji przedsiębiorstwa, q*, uwzględnia koszty zewnętrzne, czyli cena równa się krańcowym kosztom społecznym (P1 = MSC). 
Część (b) rysunku przedstawia rynek doskonale konkurencyjny, na którym wielkość produkcji w równowadze wynosi Q1 i jest wyznaczona przez punkt przecięcia krzywej podaży przemysłu (S = MCI) z krzywą popytu rynkowego, D. Jednakże społecznie efektywna wielkość produkcji na tym rynku, Q*, jest mniejsza, gdyż uwzględnia koszty zewnętrzne i jest wyznaczona punktem przecięcia krzywej popytu rynkowego, D, z krzywą społecznego kosztu krańcowego, MSC. Wtedy cena rynkowa jest wyższa i wynosi P*. 

## Krańcowe korzyści zewnętrzne
Krańcowe korzyści zewnętrzne (marginal external benefits, MEB) oznaczają wzrost korzyści u jednostki lub przedsiębiorstwa spowodowane zewnętrznie przez wzrost produkcji innych przedsiębiorstw o jednostkę. Szczepienia są przykładem korzyści zewnętrznych.

## Krańcowe korzyści społeczne

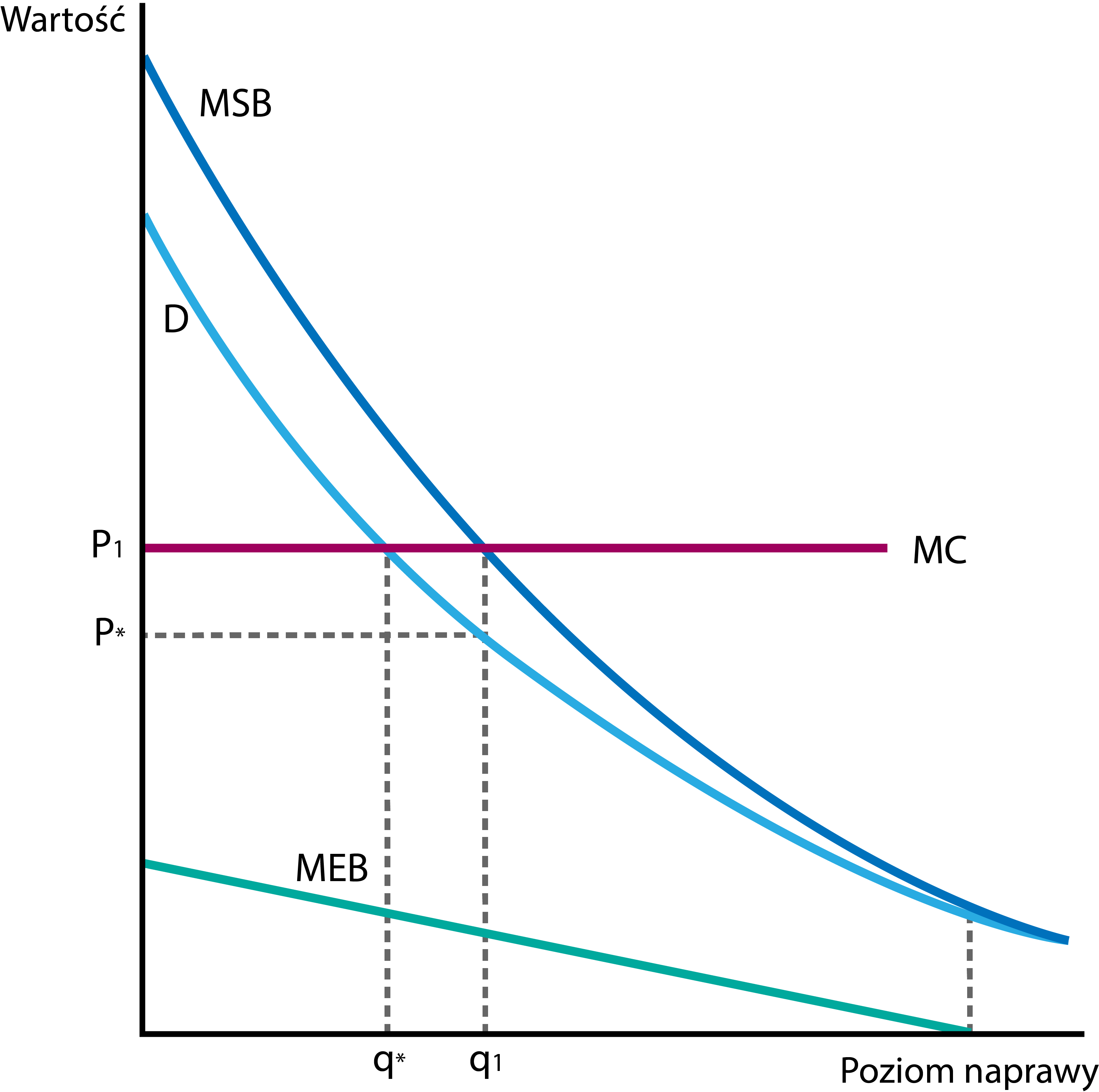
Oddziaływanie korzyści zewnętrznych na sytuację przedsiębiorstwa

Krańcowe korzyści społeczne (marginal social benefits, MSB) tworzy suma prywatnych korzyści krańcowych mierzonych krzywą popytu D, i krańcowych korzyści zewnętrznych (MEB). 
W przypadku istnienia korzyści zewnętrznych krańcowe korzyści społeczne (MSB) są większe od prywatnych korzyści krańcowych (D). Różnicą są krańcowe korzyści zewnętrzne (MEB). Optymalną wielkością produkcji dla przedsiębiorstwa jest q1 wyznaczona przez punkt przecięcia krzywej popytu D, i krzywej kosztów krańcowych MC. Jednakże efektywna wielkość produkcji uwzględnia korzyści zewnętrzne i wynosi q* a jest wyznaczona przez punkt przecięcia krzywej krańcowych korzyści społecznych, MSB, i krzywej kosztów krańcowych, MC. Produkcja efektywna, q*, jest większa od produkcji przedsiębiorstwa, q1, a jej cena jest niższa, P* < P1. 

## Rozwiązania problemu efektów zewnętrznych
Prywatne
1. Internalizacja efektów zewnętrznych – polega na włączeniu efektów zewnętrznych dzięki stworzeniu dostatecznie dużych podmiotów gospodarczych,
2. odpowiednie przypisanie praw własności – wynika z twierdzenia Coase'a, które głosi, że zainteresowane strony mogą się porozumieć, jak uwzględniać efekty zewnętrzne i osiągać efektywność. Na ogół można to osiągnąć dzięki odpowiedniemu przypisaniu praw własności, które dają stronie uprawnienia do dysponowania zasobami i czerpania zysku z ich wykorzystywania,
3. system prawny – przepisy prawa zawierają regulacje zabezpieczające przed powstawaniem kosztów zewnętrznych. Ponadto zmuszają sprawców kosztów zewnętrznych do wypłacania odszkodowań.

Publiczne
Pierwsze trzy rodzaje publicznych rozwiązań wykorzystują mechanizm rynkowy do zapewnienia efektywnych społecznie zachowań podmiotów gospodarczych.
1. Kary pieniężne i podatki – najprostsze rozwiązanie i oznacza nakładanie kar pieniężnych i grzywien lub podatków proporcjonalnie do ilości stworzonych negatywnych efektów zewnętrznych (np. wyemitowanych zanieczyszczeń) w celu zrównania społecznych kosztów krańcowych z prywatnymi kosztami krańcowymi. Takie podatki noszą nazwę korekcyjnych lub Pigou,
2. subsydia – zamiast obciążeń finansowych rząd może subsydiować wydatki ponoszone przez przedsiębiorstwa na redukcję zanieczyszczeń, co pozwala osiągnąć efektywną skalę ich redukcji, ale jednocześnie prowadzi do utrzymywania zbyt dużych wielkości produkcji,
3. zbywalne zezwolenia – są najpopularniejszą formą i wyznaczają limity dozwolonej emisji zanieczyszczeń. Stanowią bodziec do ograniczania zanieczyszczeń, gdyż przedsiębiorstwo, które obniży swoją emisję, może odsprzedać część swego zezwolenia,
4. regulacje administracyjne – narzucone drogą administracyjną i dotyczące nakładów produkcyjnych i norm na ogół prowadzą do nieefektywności.